# Erina Kamiya
Erina Kamiya (jap. 神谷 衣理那 Kamiya Erina; ur. 1 maja 1992) – japońska łyżwiarka szybka.

## Kariera
Największy sukces w karierze osiągnęła w sezonie 2016/2017, kiedy zajęła trzecie miejsce w klasyfikacji końcowej Pucharu Świata w biegu na 500 m. W klasyfikacji tej wyprzedziły ją dwie rodaczki: Nao Kodaira i Maki Tsuji. W zawodach PŚ zadebiutowała 4 grudnia 2010 roku w Changchun, zajmując ósme miejsce w finale B biegu na 1000 m. Pierwszy raz na podium zawodów tego cyklu stanęła 14 listopada 2015 roku w Calgary, gdzie wspólnie z koleżankami z reprezentacji zwyciężyła w sprincie drużynowym. Indywidualnie w najlepszej trójce po raz pierwszy stanęła 4 grudnia 2016 roku w Astanie, gdzie bieg na 500 m ukończyła na trzecim miejscu. W 2017 roku zajęła dwunaste miejsce podczas sprinterskich mistrzostw świata w Calgary. Nie startowała na igrzyskach olimpijskich.